# 4668 Rayjay
A 4668 Rayjay (ideiglenes jelöléssel (4668) 1987 DX5) a Naprendszer kisbolygóövében található aszteroida. Henri Debehogne fedezte fel 1987. február 21-én.